# Netsanet Gudeta
Pour les articles homonymes, voir Gudeta.
Netsanet Gudeta Kebede (née le 12 février 1991) est une athlète éthiopienne, spécialiste des courses sur route et du cross.

## Biographie
Elle commence à courir en 2010 à Bekoji puis rejoint le club d'Oromia Water Works à Assella en 2012. Sa première grande course a été la Women First 5km en 2013 où elle termine 4e. Elle remporte ensuite la Coca-Cola Road Race Séries de 2013 qui lui ouvre le chemin des grandes compétitions, y compris la Great Ethiopian Run 10 km de 2013 qu'elle remporte. Elle termine 2e de la Great Ethiopian Run de 2014, derrière Wude Ayalew ainsi que de la course de la Saint-Sylvestre de 15 km au Brésil.
Elle termine 6e du semi-marathon de Copenhague en 1 h 8 min 46 s le 29 mars 2014 avant l'année suivante de monter sur le podium des Championnats du monde de cross-country à Guiyang en Chine.
En 2018, elle remporte la médaille d'or aux Championnats du monde de semi-marathon 2018, en individuel ainsi que par équipe, avec ses compatriotes Zeineba Yimer et Meseret Belete.

## Palmarès
| Date | Compétition                            | Lieu    | Résultat | Épreuve       |     |
| ---- | -------------------------------------- | ------- | -------- | ------------- | --- |
| 2015 | Championnats du monde de cross-country | Guiyang | 3e       | Cross-country |     |
| 2018 | Championnats du monde de semi-marathon | Valence | 1re      | Semi-marathon |     |
| 2018 | Semi-marathon d'Olomouc                | Olomouc | 1re      | Semi-marathon |     |
| 2019 | Championnats du monde                  | Doha    | finale   | 10 000 m      | DNF |